# کنتا کوبایاشی
کنتا کوبایاشی (انگلیسی: Kenta Kobayashi؛ زادهٔ ۱۲ مارس ۱۹۸۱) کشتی‌گیر کشتی حرفه‌ای اهل ژاپن است.